# Santuario Ecológico de Pipa
El Santuario Ecológico de Pipa es una reserva de flora y fauna brasilera, ubicada en Playa de Pipa, Tribau do Sul, Río Grande del Norte.
Tiene varios caminos de senderismo. También vistas panorámicas a la Playa de los Delfines y la Playa Madeiro a la que se puede acceder a través de una gran escalinata con 150 escalones.
Cuenta con miradores para ver arrecifes, acantilados, dunas, tortugas marinas y delfines en su habitab natural. Previo pago de una entrada, se encuentra abierto de siete a cinco de la tarde.
En el parque tiene el apoyo del Centro de Recuperación y Reintroducción de Vida Silvestre (CERRAS) de Natal y un equipo de voluntarios dedicados. También en el parque se encuentra una de las veintidós sedes de la Fundación Proyecto Tamar, para proteger a las tortugas marinas, en la costa de brasileña.

## Senderos
El parque tiene doce caminos de senderismo con distinta distancia y grado de dificultad.
- Camino do Jacú, 200 m.
- Sendero de los Piratas, 100 m.
- Sendero de la Madre Blanca, 400 m.
- Camino de la Boa, 340 m.
- Paseo de Peroba, 300 m.
- Escalera del Castillo Viejo, 90 m.
- Sendero Armadillo, 150 m.
- Vuelo de la Luciérnaga, 200 m.
- Camino del Camaleón, 600 m.
- Decenso de Maracajá, 90 m.
- Camino de Chorro, 100 m.
- Ruta de aventura, 150 m.